# Comtat de Caltanissetta
El comtat de Caltanissetta o Catalanissetta, (en llatí Comitatus Caltanixette), va ser una entitat feudal establerta a Sicília en el període català-aragonès. Va ser un domini feudal de la família Montcada des del 1407 fins al 1812. Avui dia roman com un títol nobiliari italià, amb el seu nom relacionat amb el municipi italià de Caltanissetta, a la província homònima siciliana.
A Itàlia el títol, que no el Comtat, va recaure en la casa de Paternò, emparentada a Espanya amb la casa dels Vélez, que es va unir a la casa de Villafranca del Bierzo, en la qual finalment va revertir la casa de Medina Sidonia.

## Territori
El territori del comtat de Caltanissetta, en el moment de la seva supressió el 1812, incloïa el de la ciutat de Caltanissetta, a la part central de Sicília, i estava format per 41 feus: Antimello, Bifaria, Calasi, Cansirotta, Caristoppa, Cicuta Nuova, Cicuta Vecchia, Deliella, Deri, Draffù, Furiana, Gallidoro, Gebbia Rossa, Gibili Cabibbi, Giuffarrone, Giuffu Draffù, Grasta, Graziano, Grotta dell'Acqua, Grottarossa, Gurfo, Landri, Marcato Bianco, Marcato d'Arrigo, Marcato della Serra, Milicia, Mimiano, Misteci, Monte Canini, Musta, Musto Muxharo, Piscazzi Soprani, Piscazzi Sottani, Ramilia, Sabbucina, Salacio, San Martino, Torretta, Trabona, Trabunella, Xirbi.

## Història

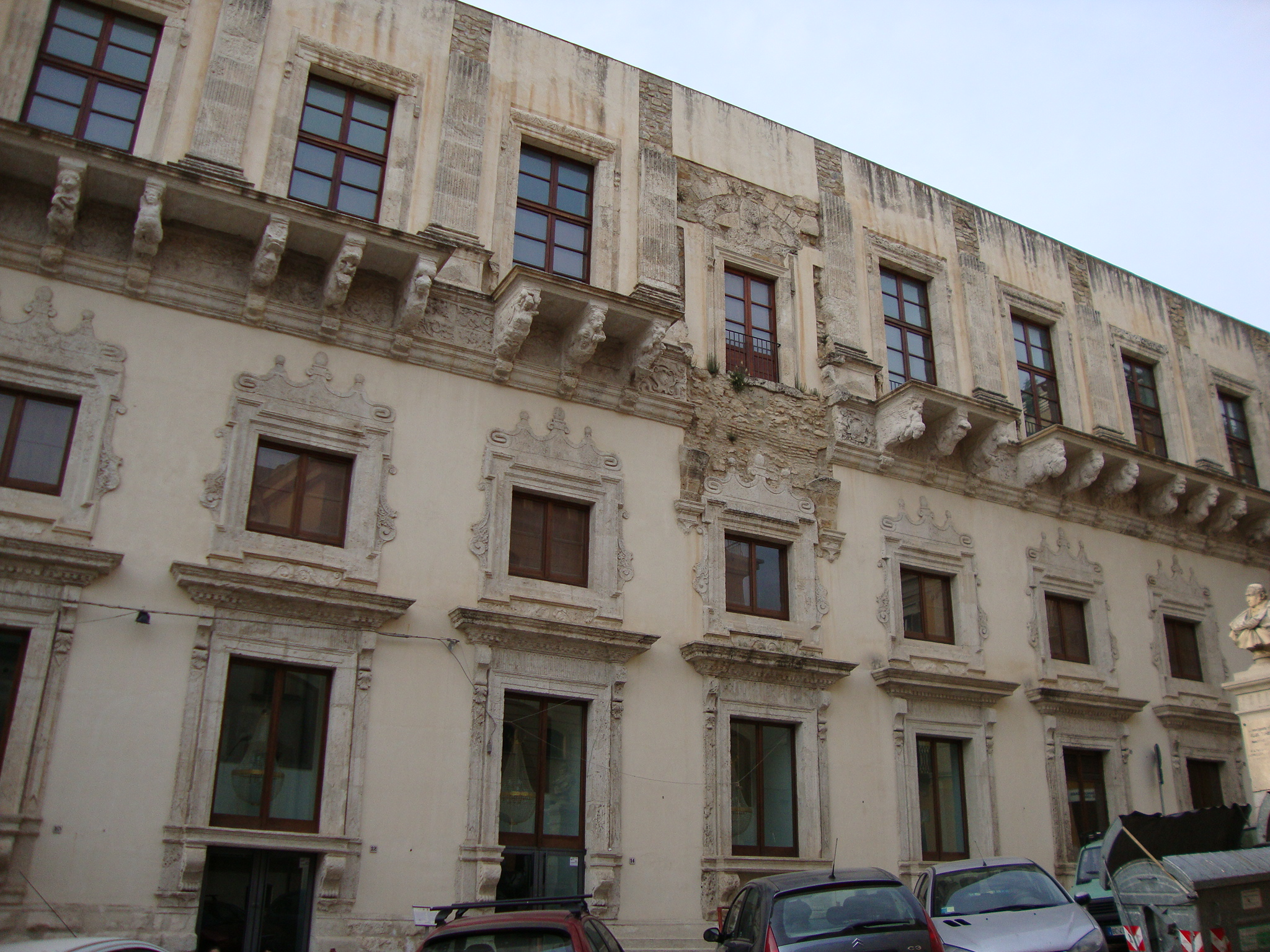
Palau Montcada a Caltanissetta

La masia sarraïna de Qal'at al-nisā, (قلعة النساء), a la Val di Mazara, va ser conquistada pels normands el 1086, i el lloc es va convertir en Caltanissetta i va rebre un feu pel Gran Comte Roger, qui el va assignar a Giordano d'Altavilla, el seu fill il·legítim, que es va convertir així en senyor de la terra i del seu castell.
El 1061 Ruggero d'Altavilla va desembarcar a Sicília, iniciant la conquesta normanda de l'illa, que va acabar trenta anys després, el 1091, amb la caiguda de Noto. Caltanissetta, juntament amb altres onze "fortaleses" situades entre Agrigent i Enna, fou conquerida per Ruggero el 1086, un any abans de la batalla final contra l'emir d'Enna Ibn al-ʿAwwās, de la qual fou derrotat, probablement a Capodarso, on s'aixeca avui un pont homònim.
Entre les primeres mesures del Gran Comte Roger hi havia la subdivisió de l'illa en una diòcesi i el nomenament dels seus bisbes ; entre aquests, la diòcesi d’Agrigent, fundada el 1093, tenia la frontera oriental amb l’Himera meridional i, per tant, també incloïa el territori de Caltanissetta. Per convertir la població musulmana, es va planejar la construcció d’una xarxa d’esglésies rurals, inclosa l’abadia de Santo Spirito, la primera parròquia de la ciutat, obtinguda d’una masia àrab fortificada; també l'església de San Giovanni, que el 1101 es trobava entre les dependències de l'abadia de la Santíssima Trinitat de Mileto, s'esmenta com a "església fora de les muralles" en una butlla d'Eugeni III de 1150. Al mateix temps, el territori es dividia entre diversos senyors feudals.
Després de la mort de Giordano, que va tenir lloc el 1092, el domini feudal sobre Caltanissetta va passar als altres descendents del Gran Comte, que van mantenir fins a la segona meitat del segle XII, quan es va lliurar un feu al senyor feudal més antic de Caltanissetta del qual tenim certa informació, Goffredo di Montescaglioso. Aquest va liderar juntament amb altres nobles sicilians, la revolta que va esclatar el 1155 contra Maione di Bari, assessor del rei Guillem el dolent (Guillem I de Sicília) però la conspiració va fracassar i Goffredo va quedar cegat i privat de les seves possessions; el rei per tant va quedar-se el castell i la terra de Caltanissetta i els va assignar al seu cunyat Enric de Navarra.
Aleshores el 1167, el feu de Caltanissetta fou assignat al germanastre de la reina Margherita i al cunyat del rei, Enric de Navarra, que, tanmateix, pel seu estil de vida sobri, fou retirat per la mateixa reina el 1170. Deixada sense un senyor feudal, la ciutat esdevingué, doncs, " propietat de l'Estat ", és a dir, sota la jurisdicció reial directa, i restà així fins i tot sota les subseqüents dominacions suaves i angevines. Caltanissetta va ser probablement restablert a la propietat reial de l'Estat a l'època de Suàbia, i de nou en feud a l'era dels Angevins, quan el rei Carles I d'Anjou el 1266 va prendre el domini de l'illa dels Hohenstaufen: el castell i la terra de Nissen van estar assignats al provençal Fulcone da Poggio Riccardo o al francès Raul de Grollay, que es va convertir en senyor de la ciutat.
Després del pas de Sicília sota el domini català el 1282, el rei Pere el Gran assignà la senyoria de Caltanissetta al cavaller Raimond Alemanno de Cervelló, que va tornar a Catalunya el 1296, retornant els seus béns feudals sicilians a la Corona, després de l'assentament al tron de l'illa de Frederic II, fill del rei Pere. Llavors, els catalans van concedir la terra i el castell de Caltanissetta a Corrado Llança, que amb un privilegi atorgat el 20 de setembre de 1296 va ser investit amb el títol de primer comte de Caltanissetta. Llança va morir el 1299 sense deixar hereus varons, i el Comtat va passar al seu nebot Pietro, fill del seu germà Manfredi. El mateix comte Pietro Llança també va morir en absència d’hereus masculins a principis del segle XIV i, per tant, els Llanças van perdre el domini sobre el Comtat a favor dels catalans, ja que la seva única filla Cesarea es va casar amb Joan de Sicília, marquès de Randazzo. i quart fill del rei de Sicília. D’aquesta unió van néixer tres fills, i d’aquests hereus del comtat va ser Eleonora, que es va casar amb Guglielmo Peralta, comte de Caltabellotta, exponent d’una de les famílies més poderoses de l’illa. La comtessa Eleonora va ser investida el 1396 pel rei Martí I de Sicília, que li va concedir el comtat de Nissena per la seva vida durant un temps i va establir que el seu fill Nicola Peralta, i el seu marit Guglielmo, només podien tenir dret a quaternus de jure. A la mort de la comtessa el 1405, el rei de Sicília va confiscar el comtat de Caltanissetta al Peralta perquè eren rebels i el va restablir a la propietat reial.
El 1406, Caltanissetta va ser assignada com a senyoria a Sanç Ruiz de Lihori, que el va retornar poc després a la Corona, que li va fer una oferta de 20.000 florins. El 25 de juny de 1407, Matteo Montcada va signar un acord amb el sobirà català que preveia l’intercanvi del comtat d’Agosta, del qual era propietari, amb la terra i el castell de Caltanissetta, sobre els quals va obtenir investidura amb la mera i imperi mixt del títol de comte. Matteo Montcada fou succeït pels seus fills Guglielmo Raimondo i Antonio, però sense tenir cap descendència masculina legítima, el comtat de Caltanissetta va passar sota el domini de l'altra branca dels Montcada, la dels comtes d'Adernò: Giovanni Tommaso Montcada Sanseverino, comte de Adernò, que va heretar la possessió de l'Estat del comte Antonio, cosí seu, va prendre la investidura del mateix el 12 de juliol de 1479. El comte d'Adernò, un dels principals polítics del regne de Sicília a mitjan segle XV, ja havia assumit molt de temps el domini del comtat de Caltanissetta, com demostra l'escriptura del notari Luigi Arcarolo di Paternò, que s'havia redactat el 27 de setembre de 1470. El mateix Giovan Tommaso, entre 1471 i 1486, va elaborar els capítols relatius a la universitas de Caltanissetta, un sistema de normes que regulava la vida social i econòmica de la ciutat. El 1493, Montcada, a causa dels seus greus problemes financers, va vendre el feu Serradifalco a Niccolò Barresi dels senyors de Pietraperzia.

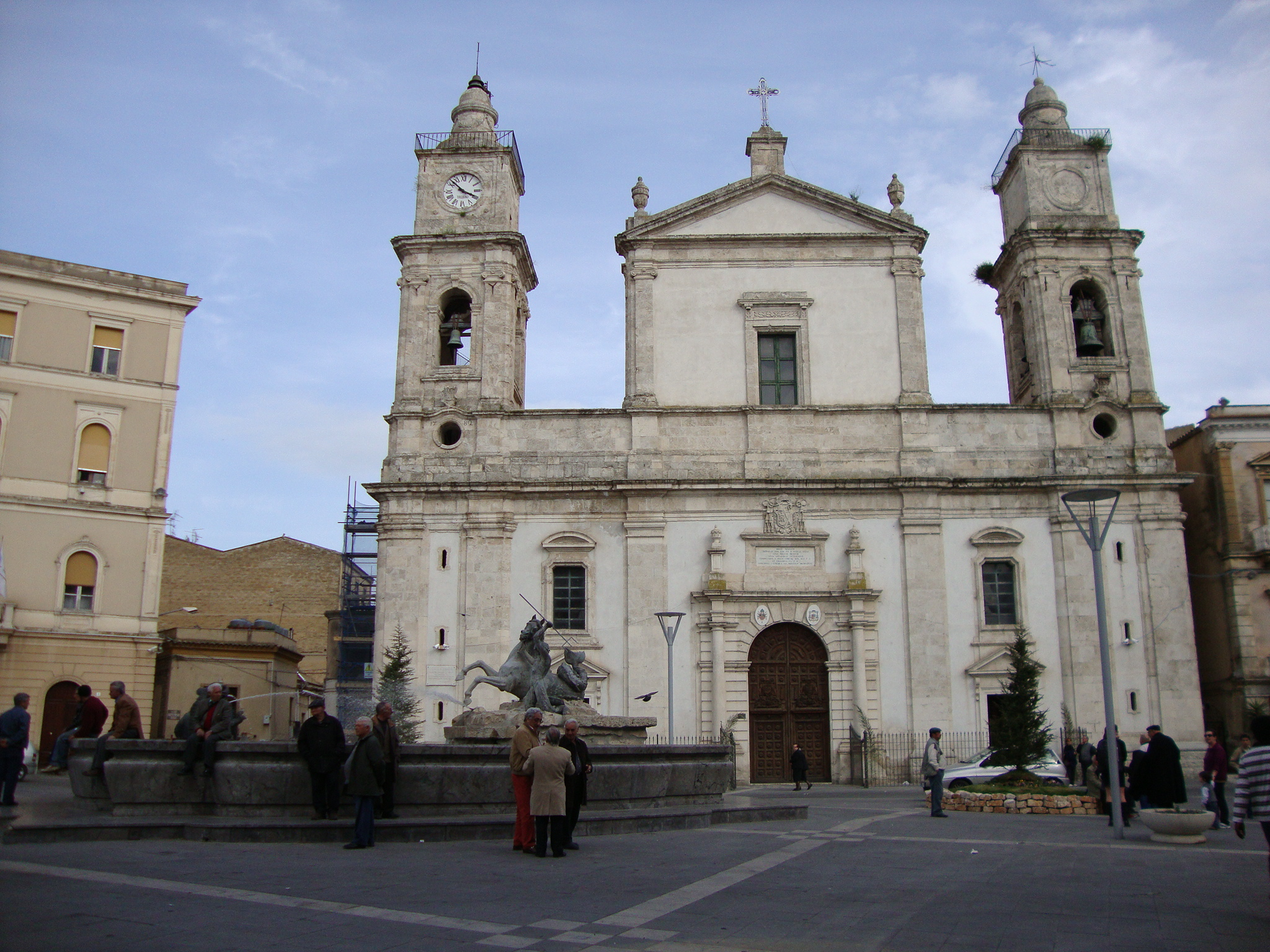
La Catedral de Caltanissetta

El 1502, els nous capítols van ser aplacats pel comte Guglielmo Raimondo Montcada Ventimiglia, fill de Giovanni Tommaso, que l'havia succeït després de la seva mort l'any anterior, i que s'havia casat amb Contissella Montcada Esfar, l'única filla del comte Antonio. El 1511 el succeí el seu fill Antonio Montcada i Montcada, XI comte de Caltanissetta, i el març-abril de 1516 es produïren a la ciutat els primers disturbis contra el seu senyor feudal, dels quals els ciutadans es queixaven d’una actitud despòtica i de la imposició. d’impostos elevats. La revolta va cessar amb l'estipulació de nous capítols entre el comte i els representants de la noblesa cívica de Nissen, que, però, el 1548 es va presentar al consell per formular una petició al virrei de Sicília per a la devolució de la propietat estatal de Caltanissetta. La pacificació entre els ciutadans de Nissen i el seu senyor feudal es va produir el 1550, quan el poder fou assumit pel comte Francesco Montcada de Luna Rosso, fill d’Antonio, a qui el 1565 el rei d’Espanya també li havia concedit el títol de príncep de Paternò.
Els Montcada, van establir a Caltanissetta la seu del seu poder i la seva cort, i la seva presència es va reforçar encara més amb Aloisia de Luna Vega, duquessa de Bivona després de la mort del seu marit Cesare Montcada Pignatelli, el príncep de Paternò el 1571, que l'any abans havia venut els feus Nissen de Graziano i Gallidoro. La duquessa Aloisia va escollir Caltanissetta com a casa ideal i principal objecte de construcció i inversions decoratives: durant el període de la seva regència, va organitzar la fundació a la ciutat d’un col·legi de pares jesuïtes, la construcció de l'església de Sant'Agata, la continuació de les obres a la fàbrica del Matrice Nuova, l’ampliació de l’ hospital –que d’un simple hospici es va transformar en un centre sanitari sota el control de l'orde Fatebenefratelli–, la construcció d’una suntuosa residència suburbana al bosc proper de Mimiano. El mateix va promoure una acció cultural que va convertir la ciutat en el centre d’una concorreguda cort de músics, escriptors, pintors, orfebres i argenters, que, en competència amb el bivonès de la madrastra Angela La Cerda, va transformar Caltanissetta d’una manera rural i feudal-militar. en una capital. Els prínceps de Paternò, tot i haver traslladat la seva casa al palau Ajutamicristo de Palerm, comprat el 1588 pel príncep Francesco Montcada de Luna Vega, fill de Cesare i Aloisia, encara mantenien lligams amb la ciutat, com demostra la construcció del palau Montcada. al segle XVII per encàrrec de Luigi Guglielmo Montcada La Cerda, 5è príncep de Paternò. Entre tots els estats feudals que posseïen els Montcada, el comtat de Caltanissetta va ser el que va produir a la família els ingressos més elevats derivats dels ingressos: entre els segles XVI i XVII, l'estat comtal de Nyssia va produir uns ingressos feudals d’unes 8.000 unces a l’ any. per als Montcada., d'un total aproximat de 50.000.
El 1713 va morir el príncep Ferran de Montcada, amb el qual es va extingir la primitiva branca dels prínceps de Paternò, que no va deixar hereus masculins legítims, sinó només una filla legítima, Caterina Montcada Faxardo, casada amb Giuseppe Federico Alvarez de Toledo, duc de Ferrandina., que com hereu universal el va succeir en la possessió de feus i títols. El seu cosí Luigi Guglielmo Montcada Branciforte, duc de San Giovanni, va iniciar una disputa judicial, que el veia oposat a la filla del príncep de Paternò, per evitar que tots els estats feudals de la família passessin a dot als Álvarez de Toledo. La història va durar fins al 1752, quan es va dictar una sentència definitiva, i en virtut del fidecommisso agnàtic masculí establert pel comte Giovanni Tommaso Montcada el 1501, el Gran Tribunal Civil va assignar el comtat de Caltanissetta als ducs de San Giovanni, a part del Principat de Paternò., I altres estats feudals importants com les baronies de Melilli i Motta Sant'Anastasia. El 1754, dos anys després que l’Estat tornés a la possessió dels Montcada, els habitants de Caltanissetta van promoure una nova causa per a la reducció a la propietat estatal de la ciutat, en què fins i tot van desafiar la legitimitat del canvi estipulat el 1407, jutjant "insultava Majestat, que es va veure obligat a fer-ho per por del comte Mateu segon, que en aquells temps calamitosos abusava de l'estretor en què estava situada la Majestat».
El final del domini feudal de Montcada sobre el comtat de Caltanissetta va coincidir amb la seva supressió, que va tenir lloc amb l’abolició del feudalisme a Sicília el 1812, sancionada amb la promulgació, el mateix any, de la Constitució siciliana, atorgada pel rei Ferran III de Borbó en resposta a la revolta que va esclatar a l’illa i a l’avanç napoleònic. L'últim propietari del feu va ser Govanni Luigi Montcada Ruffo, novè príncep de Paternò.

## Cronologia dels comtes de Caltanissetta

### Període feudal
I Comtat de Caltanissetta
- Conrad Llança (1296-1299)
- Pietro Llança (1299-?))
- Cesarea Llança Alagona (? -1396)
- Elionor d'Aragona (1396-1405)

II Comtat de Caltanissetta
- Matteo Montcada Alagona (1407-1423)
- William Raimon Montcada d'Alagó (1423-1465)
- Antonio Montcada d'Aragona (1465-1479)
- Giovanni Tommaso Montcada Sanseverino (1479-1501)
- Guglielmo Raimondo Montcada Ventimiglia (1501-1510)
- Antonio Montcada Montcada (1510-1549)
- Francesco Montcada de Luna Rosso (1549-1566)
- Cesare Montcada Pignatelli (1566-1571)
- Francesco Montcada de Luna Vega (1571-1593)
- Antonio d'Aragona Montcada (1593-1627)
- Luigi Guglielmo Montcada La Cerda (1627-1672)
- Ferran d'Aragona Montcada (1672-1713)
- Caterina Montcada d'Aragona Fajardo (1713-1727)
- Francesco Rodrigo Montcada Ventimiglia (1747-1764)
- Giovanni Luigi Montcada Ventimiglia Ruffo (1764-1812)

### Període post-feudal
- Giovanni Luigi Montcada Ventimiglia Ruffo (1812-1827)
- Pietro Montcada Beccadelli de Bolonya (1827-1861)
- Corrado Montcada Bajada (1861-1895)
- Pietro Montcada Starrabba (1895-1920)
- Ugo Montcada Valguarnera (1920-1946)